# Casteldaccia
Casteldaccia es una localidad italiana de la provincia de  Palermo, región de Sicilia, con 10.883 habitantes.

Ubicación de la ciudad de Casteldaccia dentro de la provincia de Palermo.

## Evolución demográfica
| Gráfica de evolución demográfica de Casteldaccia entre 1861 y 2007 |
|                                                                    |
| Fuente ISTAT - Elaboración gráfica por parte de Wikipedia          |